# Amiota longispinata
Amiota longispinata este o specie de muște din genul Amiota, familia Drosophilidae, descrisă de Chen și Gao în anul 2005. Conform Catalogue of Life specia Amiota longispinata nu are subspecii cunoscute.